# Charles Strouse
Charles Strouse (New York, 7 giugno 1928 – New York, 15 maggio 2025) è stato un compositore e paroliere statunitense, noto per aver composto le musiche dei musical Bye Bye Birdie e Annie.

## Biografia
Strouse è nato a New York, da genitori ebrei, Ethel (nata Newman) e Ira Strouse, che hanno lavorato nel settore del tabacco. Laureato alla Eastman School of Music, ha studiato sotto Arthur Berger, David Diamond, Aaron Copland e Nadia Boulanger.
Il primo musical di Broadway di Strouse è stato il successo del 1960 Bye Bye Birdie, con i testi di Lee Adams, che sarebbe diventato suo collaboratore per lungo tempo. Per questo spettacolo Strouse vinse il suo primo Tony Award nella categoria miglior musical  e Bye Bye Birdie è considerato il precursore del rock musicale.
Il successivo spettacolo di Strouse, All American, con un libro di Mel Brooks e testi di Adams, arrivò nel 1962; non fu un successo ma ha prodotto lo standard Once Upon A Time (usato poi da Eddie Fisher, Al Martino, Tony Bennett, Frank Sinatra e Bobby Darin tra gli altri). Dopo All American arrivò Golden Boy (1964, ancora con Adams), interpretato da Sammy Davis Jr. e  It's a Bird, It's a Plane, It's Superman (1966, basato sul celebre fumetto) che ebbe un modesto successo.
Nel 1970 fu la volta di Applause (interpretato da Lauren Bacall, con libretto di Betty Comden e Adolph Green e testi di Adams) che fece vincere a Strouse il suo secondo Tony Award. Nel 1977, Strouse adattò un altro fumetto per il teatro, creando il grande successo Annie, che comprendeva la canzone Tomorrow, che divenne rapidamente una hit e diede all'autore il suo terzo Premio Tony e due Grammy Awards.
Altri musical di Strouse sono Charlie e Algernon (1979), Dance a Little Closer (1983, con testi di Alan Jay Lerner), Rags (1986), Nick & Nora (1993) e An American Tragedy (1995, con testi di David Shaber).
Strouse scrisse anche vari pezzi per il teatro di rivista, molti con Adams nonché.
La colonne sonore di Strouse comprendono i classici Gangster Story (1967), Uomini e cobra (1970, con Henry Fonda e Kirk Douglas), Quella notte inventarono lo spogliarello (1968, con Adams) e il famoso film animato Charlie - Anche i cani vanno in paradiso (1989). Lui e Adams hanno anche scritto la canzone Those Were the Days  per la serie televisiva Arcibaldo. Le canzoni di Strouse sono state trasmesse in radio durante tutta la sua carriera e campionate da molti altri artisti di vari generi, dalle girl-band al pop all'hip hop. Nel 1958, la sua canzone Born Too Late raggiunse la settima posizione nella classifica di Billboard e nel 1999 grazie a Hard Knock Life (Ghetto Anthem) (campionamento di Annie's Hard Knock Life) Jay-Z vinse un quadruplo disco di platino e un Grammy per come Best Rap Album dell'anno e il Billboard come R & B Album dell'anno.
Strouse ha lavorato anche in opere orchestrali, musica da camera, concerti di pianoforte e opera. Il suo Concerto America, composto nel 2002 per commemorare l'11 settembre e lo spirito di New York, fu eseguito al The Boston Pops nel 2004 e la sua opera Nightingale (1982), con Sarah Brightman, ha avuto successo a Londra. Nel 1977, Strouse fondò l'ASCAP Musical Theater Workshop a New York, attraverso cui molti giovani compositori e parolieri hanno trovato un forum per la loro attività.
Le successive opere di Strouse includono un adattamento del film di Paddy Chayevsky Marty. Real Men, per cui Strouse ha scritto la musica e il testo, ha debuttato nel gennaio 2005 presso la Coconut Grove Playhouse di Miami, Florida, e il suo musical Studio, ha debuttato al Theatre Building Chicago nel mese di agosto 2006. Il musical Minsky's, con la musica di Strouse, libretto di Bob Martin e testi di Susan Birkenhead (liberamente basato sul film Quella notte inventarono lo spogliarello)  ha debuttato nel gennaio 2009 presso l'Ahmanson Theater.
Strouse ha vinto vari Emmy Awards per la musica degli adattamenti televisivi di Bye Bye Birdie e Annie. Ha anche ricevuto il premio ASCAP Richard Rodgers Foundation e del Premio Oscar Hammerstein. Era anche membro della Theater Hall of Fame e della Songwriters Hall of Fame.
Strouse ha ricevuto il premio Emperor Has No Clothes Award alla 34ª convenzione nazionale annuale della Freedom From Religion Foundation l'8 ottobre 2011; il premio è "riservato a figure pubbliche che fanno conoscere il loro dissenso dalla religione".

## Vita privata
Strouse fu sposato con la regista-coreografa Barbara Siman. Ebbe da lei quattro figli: Benjamin, Nicholas, Victoria e William.

## Musical
- A Pound in Your Pocket (1958)
- Bye Bye Birdie (1960)
- All American (1962)
- Golden Boy (1964)
- It's a Bird, It's a Plane, It's Superman (1966)
- Applause (1970)
- Six (1971, Off-Broadway)
- I and Albert (1972, London)
- Annie (1977)
- A Broadway Musical (1978)
- Charlie and Algernon (1979, Londra, come Flowers for Algernon); (1981)
- Bring Back Birdie (1981)
- Nightingale (1982; spesso descritto come opera)
- Dance a Little Closer (1983)
- Mayor (1985)
- Rags (1986)
- Annie 2: Miss Hannigan's Revenge (1989)
- Nick & Nora (1993)
- Annie Warbucks (1993)
- An American Tragedy (1995)
- Alexander and the Terrible, Horrible, No Good, Very Bad Day (1998)
- The Future of the American Musical Theater (2004 opera)
- Real Men (2005)
- Studio (2006)
- Minsky's (2009)

## Colonne sonore
- Gangster Story (Bonnie and Clyde), regia di Arthur Penn (1967)
- Quella notte inventarono lo spogliarello (The Night They Raided Minsky's), regia di William Friedkin (1968)
- Uomini e cobra (There Was a Crooked Man...), regia di Joseph L. Mankiewicz (1970)
- Dimmi quello che vuoi (Just Tell Me What You Want), regia di Sidney Lumet (1980)
- Annie, regia di John Huston (1982)
- Zero in magia (The Worst Witch), regia di Robert Young - film per la televisione (1986)
- Ishtar, regia di Elaine May (1987)
- Charlie - Anche i cani vanno in paradiso (All Dogs Go to Heaven), regia di Don Bluth (1989) (solo canzoni)
- Alexander and the Terrible, Horrible, No Good, Very Bad Day - special televisivo (1990)